# زیگن-ویتگنشتاین
زیگن-ویتگنشتاین (به آلمانی: Kreis Siegen-Wittgenstein) یک district of North Rhine-Westphalia در آلمان است که در آرنسبرگ واقع شده‌است.

## خصوصیات
زیگن-ویتگنشتاین ۲۸۵٬۲۳۰ نفر جمعیت دارد.

## خواهرخوانده
شهر منطقه بارنت لندن خواهرخواندهٔ زیگن-ویتگنشتاین هست.

## شهرک‌ها و شهرداری‌ها

شهرک‌ها and municipalities in Siegen-Wittgenstein

| شهرک‌ها                                                                           | شهرداری‌ها                                        |
| -------------------------------------------------------------------------------- | ------------------------------------------------ |
| 1. باد برلبورگ 2. باد لاسفه 3. فرویدن‌برگ 4. هیلشنباخ 5. کرویزتال 6. نتفن 7. زیگن | 1. بورباخ 2. ارندتبروک 3. نوینکیرشن 4. ویلنسدورف |